# テレモンディアル
テレモンディアルは、指揮者ヘルベルト・フォン・カラヤンが自身のレパートリーを映像化するために1982年にモナコに設立した映像制作会社。

## 歴史
ベルリン・フィルハーモニー管弦楽団の音楽監督に就任した直後から、クラシック音楽の映像化に意欲を見せていたカラヤンは、ユニテルを離れてテレモンディアル社を設立し、完全に自分の美意識に沿った映像作品を作り始めた。取締役社長にはドイツ・グラモフォンのウリ・メルクレ、映像監督にはカラヤンが「彼は私の目を持っている」と絶賛したエルンスト・ヴィルトが就任している。1982年から1988年にかけて50に及ぶカラヤンの映像作品を制作した。
1989年のカラヤン没後は新たな映像制作を中止しており、現在はカラヤンの映像作品の管理を行っていると思われる。

## 映像制作の手法
ZDFやORFなどの放送局と共同制作を行った場合は通常の演奏会のライヴ収録を行うが、テレモンディアルの独自制作による場合は、カラヤンのこれまでの映像制作のノウハウに基づいた独特の制作スタイルをとる。
1. 学生オーケストラを雇って収録する作品を演奏させ、カット割りなどを決める。
2. 収録作品を取り上げる演奏会（またはエキストラの聴衆を入れての演奏）を、舞台後方、舞台右手、舞台左手、オーケストラの中からカラヤンを見上げるリモコンカメラの計4つのカメラで通して収録する。この時、ドイツ・グラモフォンのチームによって音声の収録も行われる。
3. 先に決めたカット割りに基づいて、管楽器、ソロ奏者、弦楽器のプルトごとに、(2)で収録した音声に合わせて、アップ映像のプレイバック収録を行う。
4. 収録された映像素材がカラヤン自らの監修によって編集される[3]。
5. 映像素材がロカルノにあるポリビデオという会社に送られて正式に編集され、作品として完成する。

2で収録された音声は、ゲネプロ等の音声とともに編集されドイツ・グラモフォンのカラヤン新譜としてCD発売された。

テレモンディアル独自制作の映像作品に見られる、微動だにせずに楽器を吹く管楽器グループや人形のように整然と並んだ合唱団の後撮りされた映像は、ライヴ収録作品の臨場感と異なり著しく違和感があるため、発表当初から批判が多かった。その一方で、映像を丹念に追っていけば楽曲の構成が自然に理解できるとして評価する声もある。カラヤン自身は、晩年の映像作品について「ただ演奏会をルポルタージュしたものなどごめんです」「私は映像を通して音楽の持つダイナミックな力を伝えたいのです」と語っている。

## テレモンディアル制作の映像作品
テレモンディアル社はカラヤンが亡くなるまでに以下の映像作品を収録している。1990年代のLD全盛期に、ソニークラシカルによってほとんどの作品が発売されたが、若干の未発売作品があった。しかし、2008年のカラヤン生誕100年を機に、これまで未発売だった作品が商品化され、テレモンディアル制作の映像作品の全容が明らかになった。表記のBPOはベルリン・フィルハーモニー管弦楽団、VPOはウィーン・フィルハーモニー管弦楽団である。
なお、これらの作品の素材となったマスターのビデオテープ（またはフィルム）は、スイス銀行に保管されているとも、第三者によって勝手に編集されるのを防ぐために、カラヤンが没した直後にスタッフによって廃棄処分されたとも伝えられている。ザルツブルク近郊アニフのカラヤン邸の地下スタジオにあった編集機材も、スタッフによって同様に廃棄処分されたと伝えられている。
- ベルリン・フィル創立100周年コンサート（1982年5月,ZDFとの共同制作） BPO
  - ベートーヴェン：交響曲第3番「英雄」
- ヴェルディ：歌劇「ファルスタッフ」（1982年7月,ORFとの共同制作） VPO
- ベートーヴェン：交響曲第5番「運命」&交響曲第6番「田園」（1982年11月） BPO
- 全聖徒の日記念コンサート'83（1983年11月,ZDFとの共同制作） BPO
  - リヒャルト・シュトラウス：アルプス交響曲
- ベートーヴェン：交響曲第4番&第7番（1983年12月） BPO
- ジルヴェスター・コンサート'83（1983年12月,ZDFとの共同制作） BPO
  - ロッシーニ：歌劇「ウィリアム・テル」序曲 ほか
- チャイコフスキー：交響曲第6番「悲愴」（1984年1月） VPO
- ベートーヴェン：交響曲第1番&第3番「英雄」（1984年1月） BPO
- ベートーヴェン：交響曲第2番&第8番（1984年2月） BPO
- ベートーヴェン：ヴァイオリン協奏曲（1984年2月） BPO
- チャイコフスキー：交響曲第5番（1984年3月） VPO
- ヴェルディ：レクィエム（1984年6月） VPO
- R・シュトラウス：楽劇「ばらの騎士」（1984年7月,ORFとの共同制作） VPO
- チャイコフスキー：交響曲第4番（1984年9月） VPO
- ライヴin大阪（1984年10月,朝日放送との共同制作） BPO
  - モーツァルト：ディヴェルティメント第15番
  - R・シュトラウス：交響詩「ドン・ファン」
  - レスピーギ：交響詩「ローマの松」

LD時代に発売のインフォメーションがあり、型番まで発表されていたが、発売されないままになっていた。2007年12月に初めて発売された。
- 全聖徒の日記念コンサート'84（1984年11月,ZDFとの共同制作） BPO
  - R・シュトラウス：メタモルフォーゼン&交響詩「死と変容」
- ジルヴェスター・コンサート'84（1984年12月,ZDFとの共同制作） BPO
  - ヨハン・ゼバスティアン・バッハ：ヴァイオリン協奏曲第2番、マニフィカト
- ドヴォルザーク：交響曲第8番 （1985年1月） VPO
- ドヴォルザーク：交響曲第9番「新世界より」 （1985年2月） VPO
- R・シュトラウス：交響詩「英雄の生涯」（1985年2月） BPO
- ブラームス：ドイツ・レクィエム （1985年5月） VPO
- 教皇ヨハネ・パウロ2世により挙行された荘厳ミサ （1985年6月,バチカン放送との共同制作） VPO
  - モーツァルト：戴冠式ミサ
- ベートーヴェン：ミサ・ソレムニス（1985年9月） BPO

長らく未発売だったが、2008年2月に初めて発売された。
- 全聖徒の日記念コンサート'85（1985年11月,ZDFとの共同制作） BPO
  - ブルックナー：交響曲第9番
- ドビュッシー：交響詩「海」&牧神の午後への前奏曲、ラヴェル：「ダフニスとクロエ」第2組曲（1985年12月） BPO
- 名序曲集（1985年12月） BPO
  - ベートーヴェン：「エグモント」序曲、「コリオラン」序曲、歌劇「フィデリオ」序曲、「レオノーレ」序曲第3番
  - ブラームス:悲劇的序曲

長らく未発売だったが、2008年2月に初めて発売された。
- ジルヴェスター・コンサート'85（1985年12月,ZDFとの共同制作） BPO
  - ラヴェル：ボレロ ほか
- R・シュトラウス：交響詩「ドン・キホーテ」（1986年1月） BPO
- ブラームス：交響曲第2番（1986年2月） BPO
- ムソルグスキー～ラヴェル編：組曲「展覧会の絵」（1986年2月） BPO
- ヴェルディ：歌劇「ドン・カルロ」（1986年3月,ORFとの共同制作） BPO
- モーツァルト：レクィエム（1986年6月） VPO
- ベートーヴェン：交響曲第9番「合唱」（1986年9月） BPO
- ニューイヤーコンサート'87（1987年1月,ORFとの共同制作） VPO
  - ヨハン・シュトラウス一家のワルツ、ポルカ、序曲
- ブラームス：交響曲第1番（1987年2月） BPO
- ベルリン市750周年記念コンサート（1987年5月,ZDFとの共同制作） BPO
  - モーツァルト：ディヴェルティメント第17番
  - R・シュトラウス：交響詩「ツァラトゥストラはかく語りき」
- モーツァルト：歌劇「ドン・ジョヴァンニ」（1987年7月,ORFとの共同制作） VPO
- ベルリン・フィル室内楽ホール落成記念コンサート（1987年11月,ZDFとの共同制作） BPO
  - ヴィヴァルディ：協奏曲集「四季」
- ブルックナー：交響曲第8番（1988年11月） VPO
- ジルヴェスター・コンサート'88（1988年12月,ZDFとの共同制作） BPO
  - プロコフィエフ：古典交響曲
  - チャイコフスキー：ピアノ協奏曲第1番

## 未収録に終わった作品
ベートーヴェン交響曲全集をはじめとするカラヤンの主要なレパートリーは、テレモンディアルによっておおむね映像化されている。しかしたとえば、モーツァルトの交響曲第29番・第39番・第41番やシューベルトの交響曲第8番「未完成」、ベルリオーズの幻想交響曲、シューマンの交響曲第4番、ブラームスの交響曲第3番と同第4番、ブルックナーの交響曲第7番などは、カラヤンの主要なレパートリーであり、かつ晩年に演奏する機会があったにもかかわらず映像化されなかった。オペラにおいても、1985年夏と1986年夏のザルツブルク音楽祭演目であるビゼーの歌劇「カルメン」、1988年のザルツブルク復活祭音楽祭演目であるプッチーニの歌劇「トスカ」などの大プロジェクトが、なぜか映像化が見送られている。1989年のザルツブルク音楽祭の主要演目として注目され、カラヤンが死の直前までリハーサルに取り組んでいたヴェルディの歌劇「仮面舞踏会」は、彼の死によって映像化されることのなかった作品の一つである。
またカラヤン自身は、あるインタビューに答えて「ワーグナーの『ニュルンベルクのマイスタージンガー』、ヴェルディの『アイーダ』、R・シュトラウスの『サロメ』が映像化できなかったのはかえすがえす残念」と語っている。

## 注
1. ↑  音楽の友1987年2月号所載、カラヤン邸を訪問した大賀典雄へのインタビュー記事
2. ↑  音楽の友1989年9月号所載、カラヤンの死を看取った大賀典雄へのインタビュー記事
3. ↑  「カラヤン・イン・ザルツブルク」（CAMIビデオ制作）という映像作品で、ヴェルディの「レクイエム」を編集するカラヤンの姿やカラヤン邸にある編集室・編集機材を見ることができる
4. ↑  レコード芸術1984年12月号所載、ドイツ・グラモフォンのプロデューサーであるギュンター・ブレーストへのインタビュー記事
5. ↑  レコード芸術1984年12月号所載、黒田恭一によるインタビュー記事
6. ↑  ロバート・ドーンヘルムによるDVD「カラヤンの“美”」
7. ↑  音楽の友1989年9月号所載、カラヤンの死を看取った大賀典雄へのインタビュー記事
8. ↑  白水社「ヘルベルト・フォン・カラヤン」